# Inedit 2003–2010
Inedit 2003–2010 ist das dritte Mixtape des österreichischen Rappers RAF Camora. Es erschien am 24. Dezember 2010 über D-Bos Label Wolfpack Entertainment.

## Hintergrund
RAF Camora gab im November 2010 bekannt, mit dem Rappen aufhören zu wollen, das Mixtape Inedit 2003–2010 sollte seine Hip-Hop-Karriere abschließen. Außerdem gab er bekannt, für dieses Mixtape kein Video zu drehen. Später jedoch relativierte er seine erste Aussage und setzte seine Rap-Karriere, zunächst unter dem Namen RAF 3.0, fort.
Das Mixtape ist eine Zusammenstellung aus Liedern von RAF Camora, die zum Erscheinungszeitpunkt des Mixtapes noch unveröffentlicht waren und im Zeitraum von 2003 bis 2010 aufgenommen wurden.

## Produktion
Das Mixtape wurde zum größten Teil von KD-Supier und DJ Maxxx (8 Songs) produziert. Des Weiteren sind RAF Camora selbst (6), Irievibrations (2), Abaz, PhreQuincy, Kingstrumentals, DJ Mezuian, The Royals (je 1) als Musikproduzenten auf Inedit 2003–2010 vertreten.

## Covergestaltung
Auf dem Albumcover sieht man in der Mitte RAF Camoras Gesicht, die Pupillen seiner Augen wurden jedoch durch ein X ersetzt. Rechts oben ist das Logo von RAF Camora zu sehen, links oben der Albumtitel Inedit 2003–2010. Unterhalb des Gesichts befindet sich der Schriftzug Über 400 unveröffentlichte Bars… Unzensiert und 100 % RAF Aus den Studios direkt auf CD! Gemixt von KD-Supier und DJ Maxxx. Am oberen Rand steht RAF Camora präsentiert.

## Gastbeiträge
Auf dem Mixtape befindet sich lediglich ein Song mit einem Gastbeitrag. Auf dem Song Rap hasst uns ist Nazar zu hören. Zudem sind bei Missgunst im Refrain zusätzliche Vocals von Marc Reis und Bizzy Montana zu hören.

## Titelliste
| #  | Titel                   | Gastmusiker | Produzent(en)              | Länge |
| -- | ----------------------- | ----------- | -------------------------- | ----- |
| 1  | Intro                   |             | KD-Supier, DJ Maxxx        | 1:12  |
| 2  | Wilson X                |             | KD-Supier, DJ Maxxx        | 1:15  |
| 3  | Daywalker               |             | DJ Maxxx, KD-Supier        | 0:47  |
| 4  | Keine Träne             |             | KD-Supier, DJ Maxxx        | 0:44  |
| 5  | Rap hasst uns           | Nazar       | KD-Supier, DJ Maxxx        | 2:38  |
| 6  | Missgunst               |             | KD-Supier, DJ Maxxx        | 1:24  |
| 7  | Game ist ein Hund       |             | KD-Supier, DJ Maxxx        | 1:39  |
| 8  | Ruhe vor dem Sturm 2007 |             | Abaz                       | 2:29  |
| 9  | 2008                    |             | KD-Supier, DJ Maxxx        | 1:01  |
| 10 | Beeef Beeef Beeef       |             | PhreQuincy                 | 1:16  |
| 11 | Escobar                 |             | Kingstrumentals            | 0:52  |
| 12 | Punchingball            |             | RAF Camora                 | 1:55  |
| 13 | Deracinee               |             | Irievibrations, RAF Camora | 3:34  |
| 14 | Automobile              |             | RAF Camora                 | 3:41  |
| 15 | Gameboy                 |             | RAF Camora                 | 3:26  |
| 16 | Wien 15                 |             | DJ Mezuian                 | 0:56  |
| 17 | Nicht mit mir           |             | RAF Camora                 | 0:52  |
| 18 | Tag der Abrechnung      |             | RAF Camora                 | 1:21  |
| 19 | Faux Croire             |             | Irievibrations             | 4:15  |
| 20 | Testament nach dem Puff |             | The Royals                 | 4:08  |